# Alvorada do Gurguéia
Alvorada do Gurguéia es un municipio brasileño del estado del Piauí. Se localiza a una latitud 08º25'28" sur y a una longitud 43º46'38" oeste, a una altitud de 281 metros. Su población estimada en 2004 era de 4 229 habitantes.
Posee un área de 2342,1 km².